# NHL (1954/1955)
Sezon NHL 1954-1955 był 38. sezonem ligi NHL. Sześć zespołów rozegrało po 70 meczów w sezonie zasadniczym. Puchar Stanleya zdobyła drużyna Detroit Red Wings.

## Sezon zasadniczy
M = Mecze, W = Wygrane, P = Przegrane, R = Remisy, PKT = Punkty, GZ = Gole Zdobyte, GS = Gole Stracone, KwM = Kary w minutach
| Drużyna             | M  | W  | P  | R  | PKT | GZ  | GS  | KwM |
| ------------------- | -- | -- | -- | -- | --- | --- | --- | --- |
| Detroit Red Wings   | 70 | 42 | 17 | 11 | 95  | 204 | 134 | 827 |
| Montreal Canadiens  | 70 | 41 | 18 | 11 | 93  | 228 | 157 | 890 |
| Toronto Maple Leafs | 70 | 24 | 24 | 22 | 70  | 147 | 135 | 990 |
| Boston Bruins       | 70 | 23 | 26 | 21 | 67  | 169 | 188 | 863 |
| New York Rangers    | 70 | 17 | 35 | 18 | 52  | 150 | 210 | 690 |
| Chicago Black Hawks | 70 | 13 | 40 | 17 | 43  | 161 | 235 | 733 |

### Najlepsi strzelcy
| Zawodnik         | Drużyna            | Mecze | Bramki | Asysty | Punkty | Kary w minutach |
| ---------------- | ------------------ | ----- | ------ | ------ | ------ | --------------- |
| Bernie Geoffrion | Montreal Canadiens | 70    | 38     | 37     | 75     | 57              |
| Maurice Richard  | Montreal Canadiens | 67    | 38     | 36     | 74     | 125             |
| Jean Beliveau    | Montreal Canadiens | 70    | 37     | 36     | 73     | 58              |
| Earl Reibel      | Detroit Red Wings  | 70    | 25     | 41     | 66     | 15              |
| Gordie Howe      | Detroit Red Wings  | 64    | 29     | 33     | 62     | 68              |

## Playoffs

### Półfinały
| Detroit Red Wings - Toronto Maple Leafs                     | Detroit Red Wings - Toronto Maple Leafs | Detroit Red Wings - Toronto Maple Leafs | Detroit Red Wings - Toronto Maple Leafs | Detroit Red Wings - Toronto Maple Leafs | Detroit Red Wings - Toronto Maple Leafs |
| Data                                                        | Wyjazd                                  | Wyjazd                                  | Dom                                     | Dom                                     |                                         |
| ----------------------------------------------------------- | --------------------------------------- | --------------------------------------- | --------------------------------------- | --------------------------------------- | --------------------------------------- |
| 22 marca                                                    | Toronto                                 | 4                                       | 7                                       | Detroit                                 |                                         |
| 24 marca                                                    | Toronto                                 | 1                                       | 2                                       | Detroit                                 |                                         |
| 26 marca                                                    | Detroit                                 | 2                                       | 1                                       | Toronto                                 |                                         |
| 29 marca                                                    | Detroit                                 | 3                                       | 0                                       | Toronto                                 |                                         |
| Detroit wygrało 4:0 i awansowało do finału Pucharu Stanleya |                                         |                                         |                                         |                                         |                                         |

| Montreal Canadiens - Boston Bruins                         | Montreal Canadiens - Boston Bruins | Montreal Canadiens - Boston Bruins | Montreal Canadiens - Boston Bruins | Montreal Canadiens - Boston Bruins | Montreal Canadiens - Boston Bruins | Montreal Canadiens - Boston Bruins |
| Data                                                       | Wyjazd                             | Wyjazd                             | Dom                                | Dom                                |                                    |                                    |
| ---------------------------------------------------------- | ---------------------------------- | ---------------------------------- | ---------------------------------- | ---------------------------------- | ---------------------------------- | ---------------------------------- |
| 22 marca                                                   | Boston                             | 0                                  | 2                                  | Montreal                           |                                    |                                    |
| 24 marca                                                   | Boston                             | 1                                  | 3                                  | Montreal                           |                                    |                                    |
| 27 marca                                                   | Montreal                           | 2                                  | 4                                  | Boston                             |                                    |                                    |
| 29 marca                                                   | Montreal                           | 4                                  | 3                                  | Boston                             | Po dogrywce                        |                                    |
| 31 marca                                                   | Boston                             | 1                                  | 5                                  | Montreal                           |                                    |                                    |
| Montreal wygrał 4:1 i awansował do finału Pucharu Stanleya |                                    |                                    |                                    |                                    |                                    |                                    |

### Finał Pucharu Stanleya
| Detroit Red Wings - Montreal Canadiens      | Detroit Red Wings - Montreal Canadiens | Detroit Red Wings - Montreal Canadiens | Detroit Red Wings - Montreal Canadiens | Detroit Red Wings - Montreal Canadiens | Detroit Red Wings - Montreal Canadiens |
| Data                                        | Wyjazd                                 | Wyjazd                                 | Dom                                    | Dom                                    |                                        |
| ------------------------------------------- | -------------------------------------- | -------------------------------------- | -------------------------------------- | -------------------------------------- | -------------------------------------- |
| 3 kwietnia                                  | Montreal                               | 2                                      | 4                                      | Detroit                                |                                        |
| 5 kwietnia                                  | Montreal                               | 1                                      | 7                                      | Detroit                                |                                        |
| 7 kwietnia                                  | Detroit                                | 2                                      | 4                                      | Montreal                               |                                        |
| 9 kwietnia                                  | Detroit                                | 3                                      | 5                                      | Montreal                               |                                        |
| 10 kwietnia                                 | Montreal                               | 1                                      | 5                                      | Detroit                                |                                        |
| 12 kwietnia                                 | Detroit                                | 3                                      | 6                                      | Montreal                               |                                        |
| 14 kwietnia                                 | Montreal                               | 1                                      | 3                                      | Detroit                                |                                        |
| Detroit wygrał 4:3 i zdobył Puchar Stanleya |                                        |                                        |                                        |                                        |                                        |

## Nagrody
| Prince of Wales Trophy:       | Detroit Red Wings                    |
| Art Ross Memorial Trophy:     | Bernie Geoffrion, Montreal Canadiens |
| Calder Memorial Trophy:       | Ed Litzenberger, Chicago Black Hawks |
| Hart Memorial Trophy:         | Ted Kennedy, Toronto Maple Leafs     |
| James Norris Memorial Trophy: | Doug Harvey, Montreal Canadiens      |
| Lady Byng Memorial Trophy:    | Sid Smith, Toronto Maple Leafs       |
| Vezina Trophy:                | Terry Sawchuk, Detroit Red Wings     |